# Hickman County, Kentucky
Hickman County är ett administrativt område i delstaten Kentucky, USA. År 2010 hade countyt 4 902 invånare. Den administrativa huvudorten (county seat) är Clinton. 

## Geografi
Enligt United States Census Bureau har countyt en total area på 655 km². 633 km² av den arean är land och 22 km² är vatten. 

### Angränsande countyn
- Carlisle County - nord
- Graves County - öst
- Weakley County, Tennessee - sydost
- Obion County, Tennessee - syd
- Fulton County - syd
- Mississippi County, Missouri - väster